# 大窪士夢
大窪 士夢（おおくぼ じゆ、2000年8月2日 - ）は、北海道岩見沢市出身の元プロ野球選手（投手）。右投右打。NPBでは育成選手であった。

## 経歴

### プロ入り前
北海高等学校ではチームは1年夏と2年夏の甲子園に出場したがベンチ外。3年時は控え投手として全て救援投手として登板したが、甲子園出場はなかった。
2018年10月25日に行われたプロ野球ドラフト会議において、埼玉西武ライオンズから育成ドラフト2位で指名され入団。背番号は126。

### 西武時代
2019年はイースタン・リーグ公式戦2試合に登板し、5回を投げ防御率7.20の成績だった。同年秋より西武に三軍制が敷かれ、大窪も三軍選手として指導を受けるようになる。すると、2020年シーズン開幕前には長身を活かし、140km/hに満たなかった球速が140km/h以上投げられるような成長が見られた。同年のイースタン・リーグ戦への登板機会は前年より増え、6試合に登板したものの、8回を投げ防御率9.00の成績だった。
2021年5月25日、ベースボール・チャレンジ・リーグの埼玉武蔵ヒートベアーズに6月1日から7月31日まで期限付き派遣されることが発表された。派遣先では苦しい登板内容が続き、先発4試合含む6試合に登板するも、0勝1敗、防御率は9点台だった。イースタン・リーグでは16試合に登板し、1勝0敗1セーブ、防御率3.58の成績を残すも、3年間で支配下契約を結べず、10月5日に球団より戦力外通告を受けた。

### 西武退団後
西武退団後は北海道に帰郷し、2022年4月から地元である岩見沢市の隣の美唄市で地域おこし協力隊に就任した。生涯学習課に所属し、野球教室等の開催といったスポーツ振興を担当する。また、同月20日には学生野球資格回復制度により学生に対する指導資格を回復している。
2024年より、江別市を活動拠点とする社会人野球クラブチームである江別ブルーインズに加入した。

## 人物
愛称は「クボくん」、「トム」、「GU」。

## 詳細情報

### 年度別投手成績
- 一軍公式戦出場なし

### 背番号
- 126（2019年[2] - 2021年）
  - 62（2021年） ※埼玉武蔵ヒートベアーズでの背番号